# 深沢美潮
深沢 美潮（ふかざわ みしお）は、日本の小説家、ライトノベル、児童文学を主に手がけている。武蔵野美術大学造形学部卒業。
2001年時点で日本SF作家クラブ会員だったが、2024年10月時点では会員名簿に名前がない。

## 来歴
武蔵野美術大学造形学部卒業後、コピーライター、テクニカルライターを経て小説家になる。代表作は『フォーチュン・クエスト』、『デュアン・サーク』、『IQ探偵ムー』など。
2020年『フォーチュン・クエスト』、2021年『IQ探偵ムー』を完結させた。
他に『バンド・クエスト』、『TETORA』、『菜子の冒険』、『サマースクールデイズ』、『青の聖騎士伝説』、『ポケットドラゴンの冒険』、『魔女っ子バレリーナ☆梨子』、『女優のたまごは寝坊する』、『ぷらっと黄表紙』など、著書多数。『フォーチュン・クエスト』、『デュアン・サーク』、『バンド・クエスト』、『菜子の冒険』、『魔女っ子バレリーナ☆梨子』は電子書籍化もされている。
ＭSXマガジン1987年10月号から『MISIO!のもう止まらない好奇心』を連載。テクニカルライター時代は日本ファルコムのパソコンゲーム『イースII』や『ソーサリアン』等のマニュアル執筆に参加。その後、角川書店の『月刊コンプティーク』やアスキーの『LOGOUT』誌でゲームのエッセイやレビューを連載。ファミコンソフトのマニュアル、攻略本を書いたのをきっかけにして『フォーチュン・クエスト 世にも幸せな冒険者たち』で小説家デビュー。角川書店の『ザ・スニーカー』やメディアワークス『電撃hp』などに作品を連載する。
その後『IQ探偵ムー』、『魔女っ子バレリーナ☆梨子』など児童文学の分野にも活動の幅を広げる。『フォーチュン・クエスト』も一部がポプラ社から児童書として発売されている。『IQ探偵ムー』は現在、朝日小学生新聞に連載中である。
デビュー作の『フォーチュン・クエスト』はゲーム化、アニメ化、ラジオドラマ化など、さまざまなメディア展開がされており、シリーズ開始30周年となる2020年（令和2年）で完結した。

## 作品一覧
- フォーチュン・クエスト（レーベルはフォーチュン・クエスト#書誌情報を参照。イラスト：迎夏生、全47巻）
- デュアン・サーク（メディアワークス、イラスト：おときたたかお→戸部淑、全23巻）
- バンドクエスト（角川スニーカー文庫→角川ルビー文庫）
  - メンバーを探せ!
  - 楽器はどこだ?
  - 音、出してみよう!
- IQ探偵シリーズ（ジャイブ→ポプラ社、イラスト：山田J太・迎夏生、既刊44巻）

### その他
- 菜子の冒険 猫は知っていたのかも。
- TETORA
- 青の聖騎士伝説
- 青の聖騎士伝説II
- サマースクールデイズ
- 深沢電機有限会社（1995年、アスペクト） - 渡辺電機(株)との共著
- 女優のたまごは寝坊する。（2014年、早川書房）
- 魔女っ子バレリーナ☆梨子(１) わたし、魔法使いになっちゃった！(2012年、角川つばさ文庫)
- 魔女っ子バレリーナ☆梨子(２) 魔法石を探しだせ！
- 魔女っ子バレリーナ☆梨子(３) バレエを愛する心
- 魔女っ子バレリーナ☆梨子(４) 発表会とコロボックル
- ポケットドラゴンの冒険 ドラゴンゲートを封鎖せよっ！！ 上・下(2012年、集英社みらい文庫)
- ポケットドラゴンの冒険２ 消えた長老
- ポケットドラゴンの冒険３ 学校で神隠し！？
- ぷらっと黄表紙 猫の恋（2014年、白泉社招き猫文庫）
- ぷらっと黄表紙 夜涼の顔